# スズマッハ
スズマッハ（Suzu Mach、1981年3月10日 - 2010年3月24日）は、日本の競走馬、種牡馬。1985年のエプソムカップを勝ったほか、1984年の東京優駿、1985年の安田記念では2着となった。主戦騎手は大崎昭一。
同い年の従兄弟に1987年の宝塚記念を制したスズパレードがいる。

## 経歴

### 競走馬時代
1981年3月10日に北海道浦河町の荻伏牧場で生まれる。美浦・仲住芳雄厩舎に入厩し、1983年12月にデビューし、2戦目の折返しの新馬戦で初勝利を挙げる。
1984年は年明けの若竹賞を快勝し、皐月賞の前哨戦であるスプリングステークスでビゼンニシキの3着に入り、クラシック出走権を手にした。皐月賞では4番人気に推されたが7着に敗れ、続くNHK杯でもビゼンニシキに次ぐ2番人気に支持されながら6着に敗れた。迎えた東京優駿では21頭立ての20番人気にまで人気を落としていたが、19番枠からハナを切って直線もしぶとく粘り、シンボリルドルフにはラスト1ハロンで差し切られたがフジノフウウン、スズパレードとの激しい争いを制して2着を確保した。
秋はセントライト記念でシンボリルドルフの3着、京都新聞杯でニシノライデンの3着、菊花賞で無敗の三冠を達成したシンボリルドルフの4着と堅実な走りを続けた。年末の有馬記念では同期の三冠馬シンボリルドルフに加え、1歳上のジャパンカップ勝ち馬カツラギエース、三冠馬ミスターシービーが順当に上位3着までを占める中、3強に次ぐ4着に健闘した。
1985年は休養明けの安田記念で9番人気ながらニホンピロウイナーから3/4馬身差の2着に入る。続くエプソムカップで単勝1.9倍の人気に応えて1着となり、待望の重賞制覇を果たした。しかし、その後は一転して不振に陥り、G2で4着が2度あるのみでその他は大敗が続いた。1986年の天皇賞（秋）13着を最後に現役を引退した。

### 引退後
現役引退後はイーストスタッドで種牡馬入りしたが、残した産駒数は生涯で69頭と少なく、目立った成績を残した産駒は出ていない。2000年以降は種付けを行わず、隣の放牧地をあてがわれていた従兄弟のスズパレードと共に事実上の功労馬として扱われ、イーストスタッドで余生を過ごした。スズパレードとは対照的なタイプだったようで、同スタッドの青木大典場長は2007年のインタビューで「スズマッハは本当に心身ともにタフですね。スズパレードはどちらかといえば繊細なタイプかもしれません」と評している。2008年にスズパレードが死亡してから2年後の2010年3月24日、29歳で死亡した。

## 競走成績
以下の内容は、netkeiba.comに基づく。
| 競走日     | 競馬場 | 競走名           | 格      | 距離（馬場）  | 頭 数 | 枠 番 | 馬 番 | オッズ （人気） | 着順 | タイム （上り） | 着差 | 騎手      | 斤量 [kg] | 1着馬（2着馬）       | 馬体重 [kg] |
| ---------- | ------ | ---------------- | ------- | ------------- | ----- | ----- | ----- | --------------- | ---- | --------------- | ---- | --------- | --------- | -------------------- | ----------- |
| 1983.12.11 | 中山   | 3歳新馬          |         | 芝1200m（良） | 18    | 5     | 9     | 011.80（4人）   | 05着 | R1:11.60000000  | -0.3 | 0大崎昭一 | 54        | ビストラキッド       |             |
| 0000.12.25 | 中山   | 3歳新馬          |         | 芝1600m（良） | 18    | 2     | 4     | 004.80（2人）   | 01着 | R1:37.10000000  | -0.1 | 0大崎昭一 | 54        | （ダッシュダイオー） |             |
| 1984.01.08 | 中山   | 若竹賞           | 400万下 | 芝2000m（良） | 16    | 1     | 2     | 011.00（4人）   | 01着 | R2:04.10000000  | -0.2 | 0大崎昭一 | 55        | （アテナトウショウ） |             |
| 0000.03.25 | 中山   | スプリングS      | GII     | 芝1800m（良） | 13    | 5     | 7     | 024.60（6人）   | 03着 | R1:50.80000000  | -0.2 | 0大崎昭一 | 56        | ビゼンニシキ         |             |
| 0000.04.15 | 中山   | 皐月賞           | GI      | 芝2000m（良） | 19    | 7     | 14    | 023.70（4人）   | 07着 | R2:02.80000000  | -1.7 | 0大崎昭一 | 57        | シンボリルドルフ     |             |
| 0000.05.06 | 東京   | NHK杯            | GII     | 芝2000m（良） | 9     | 6     | 6     | 013.70（2人）   | 06着 | R2:05.20000000  | -1.2 | 0大崎昭一 | 56        | ビゼンニシキ         |             |
| 0000.05.27 | 東京   | 東京優駿         | GI      | 芝2400m（良） | 21    | 8     | 19    | 142.4（20人）   | 02着 | R2:29.60000000  | -0.3 | 0大崎昭一 | 57        | シンボリルドルフ     |             |
| 0000.09.30 | 中山   | セントライト記念 | GIII    | 芝2200m（良） | 10    | 7     | 7     | 034.10（8人）   | 03着 | R2:13.90000000  | -0.5 | 0大崎昭一 | 56        | シンボリルドルフ     |             |
| 0000.10.21 | 京都   | 京都新聞杯       | GII     | 芝2200m（良） | 18    | 7     | 13    | 004.40（1人）   | 03着 | R2:15.20000000  | -0.6 | 0大崎昭一 | 57        | ニシノライデン       |             |
| 0000.11.11 | 京都   | 菊花賞           | GI      | 芝3000m（稍） | 18    | 4     | 6     | 020.40（4人）   | 04着 | R3:08.20000000  | -1.4 | 0大崎昭一 | 57        | シンボリルドルフ     |             |
| 0000.12.23 | 中山   | 有馬記念         | GI      | 芝2500m（良） | 11    | 1     | 1     | 039.60（8人）   | 04着 | R2:33.60000000  | -0.8 | 0大崎昭一 | 55        | シンボリルドルフ     |             |
| 1985.05.12 | 東京   | 安田記念         | GI      | 芝1600m（良） | 17    | 3     | 5     | 047.10（9人）   | 02着 | R1:35.20000000  | -0.1 | 0大崎昭一 | 57        | ニホンピロウイナー   |             |
| 0000.06.09 | 東京   | エプソムC        | GIII    | 芝1800m（重） | 11    | 4     | 4     | 002.50（1人）   | 01着 | R1:50.40000000  | -0.2 | 0大崎昭一 | 58        | （ハーバークラウン） |             |
| 0000.06.23 | 中京   | 高松宮杯         | GII     | 芝2000m（不） | 12    | 8     | 11    | 002.80（1人）   | 10着 | R2:06.60000000  | -3.1 | 0大崎昭一 | 57        | メジロモンスニー     |             |
| 0000.10.27 | 東京   | 天皇賞（秋）     | GI      | 芝2000m（良） | 17    | 1     | 1     | 019.30（5人）   | 14着 | R2:00.30000000  | -1.6 | 0大崎昭一 | 58        | ギャロップダイナ     |             |
| 0000.11.17 | 東京   | AR共和国杯       | GII     | 芝2500m（良） | 8     | 5     | 5     | 005.00（2人）   | 04着 | R2:37.00000000  | -0.6 | 0菅原泰夫 | 59        | イナノラバージョン   |             |
| 1986.01.05 | 中山   | 金杯（東）       | GIII    | 芝2000m（良） | 13    | 1     | 1     | 004.80（2人）   | 07着 | R2:02.7（37.1） | -1.1 | 0大崎昭一 | 58        | クシロキング         | 504         |
| 0000.01.19 | 中山   | AJCC             | GII     | 芝2200m（良） | 6     | 4     | 4     | 006.30（4人）   | 04着 | R2:15.3（38.8） | -2.0 | 0大崎昭一 | 58        | スダホーク           | 504         |
| 0000.02.16 | 東京   | 目黒記念         | GII     | 芝2500m（良） | 14    | 7     | 12    | 010.10（5人）   | 12着 | R2:35.6（52.6） | -3.5 | 0大崎昭一 | 58        | ビンゴチムール       | 498         |
| 0000.10.05 | 東京   | 毎日王冠         | GII     | 芝1800m（良） | 8     | 3     | 3     | 049.80（8人）   | 07着 | R1:47.2（49.8） | -1.2 | 0菅原泰夫 | 57        | サクラユタカオー     | 510         |
| 0000.10.26 | 東京   | 天皇賞（秋）     | GI      | 芝2000m（良） | 16    | 3     | 5     | 058.7（14人）   | 13着 | R2:00.2（48.3） | -1.9 | 0菅原泰夫 | 57        | サクラユタカオー     | 512         |

## 血統表
| スズマッハの血統               | スズマッハの血統                                                | スズマッハの血統                                                | （血統表の出典）                                                | （血統表の出典） |
| 父系                           | ニジンスキー系                                                  | ニジンスキー系                                                  | ニジンスキー系                                                  | [ § 2 ]          |
| 父 *ラッキーソブリン 1974 鹿毛 | 父の父Nijinsky 1967 鹿毛                                        | Northern Dancer                                                 | Nearctic                                                        | Nearctic         |
| 父 *ラッキーソブリン 1974 鹿毛 | 父の父Nijinsky 1967 鹿毛                                        | Northern Dancer                                                 | Natalma                                                         |                  |
| 父 *ラッキーソブリン 1974 鹿毛 | 父の父Nijinsky 1967 鹿毛                                        | Flaming Page                                                    | Bull Page                                                       | Bull Page        |
| 父 *ラッキーソブリン 1974 鹿毛 | 父の父Nijinsky 1967 鹿毛                                        | Flaming Page                                                    | Flaring Top                                                     |                  |
| 父 *ラッキーソブリン 1974 鹿毛 | 父の母Sovereign 1965 鹿毛                                       | Pardao                                                          | Pardal                                                          | Pardal           |
| 父 *ラッキーソブリン 1974 鹿毛 | 父の母Sovereign 1965 鹿毛                                       | Pardao                                                          | Three Weeks                                                     |                  |
| 父 *ラッキーソブリン 1974 鹿毛 | 父の母Sovereign 1965 鹿毛                                       | Urshalim                                                        | Nasrullah                                                       | Nasrullah        |
| 父 *ラッキーソブリン 1974 鹿毛 | 父の母Sovereign 1965 鹿毛                                       | Urshalim                                                        | Horama                                                          |                  |
| 母 スズサフラン 1973 鹿毛      | 母の父*ネヴァービート 1960 栃栗毛                               | Never Say Die                                                   | Nasrullah                                                       | Nasrullah        |
| 母 スズサフラン 1973 鹿毛      | 母の父*ネヴァービート 1960 栃栗毛                               | Never Say Die                                                   | Singing Grass                                                   |                  |
| 母 スズサフラン 1973 鹿毛      | 母の父*ネヴァービート 1960 栃栗毛                               | Bride Elect                                                     | Big Game                                                        | Big Game         |
| 母 スズサフラン 1973 鹿毛      | 母の父*ネヴァービート 1960 栃栗毛                               | Bride Elect                                                     | Netherton Maid                                                  |                  |
| 母 スズサフラン 1973 鹿毛      | 母の母スズキール 1967 鹿毛                                      | *ヴイミー                                                       | Wild Risk                                                       | Wild Risk        |
| 母 スズサフラン 1973 鹿毛      | 母の母スズキール 1967 鹿毛                                      | *ヴイミー                                                       | Mimi                                                            |                  |
| 母 スズサフラン 1973 鹿毛      | 母の母スズキール 1967 鹿毛                                      | マツトミ                                                        | *ヒンドスタン                                                   | *ヒンドスタン    |
| 母 スズサフラン 1973 鹿毛      | 母の母スズキール 1967 鹿毛                                      | マツトミ                                                        | エベレスト                                                      |                  |
| 母系(F-No.)                    | 7号族(FN:7-c)                                                   | 7号族(FN:7-c)                                                   | 7号族(FN:7-c)                                                   | [ § 3 ]          |
| 5代内の近親交配                | Nearco5×5×5×5＝12.50%、Nasrullah4×4＝12.50%、Big Game5×4＝9.38% | Nearco5×5×5×5＝12.50%、Nasrullah4×4＝12.50%、Big Game5×4＝9.38% | Nearco5×5×5×5＝12.50%、Nasrullah4×4＝12.50%、Big Game5×4＝9.38% | [ § 4 ]          |
| 出典                           | 1. 2. 3. 4.                                                     | 1. 2. 3. 4.                                                     | 1. 2. 3. 4.                                                     | 1. 2. 3. 4.      |

- 母スズサフランは未出走。スズパレードはスズサフランの半姉の子にあたる[13]。
- 牝系は明治40年に小岩井農場が輸入した基礎輸入牝馬の1頭であるアストニシメントに遡る[14]。